# Radice tuberiforme

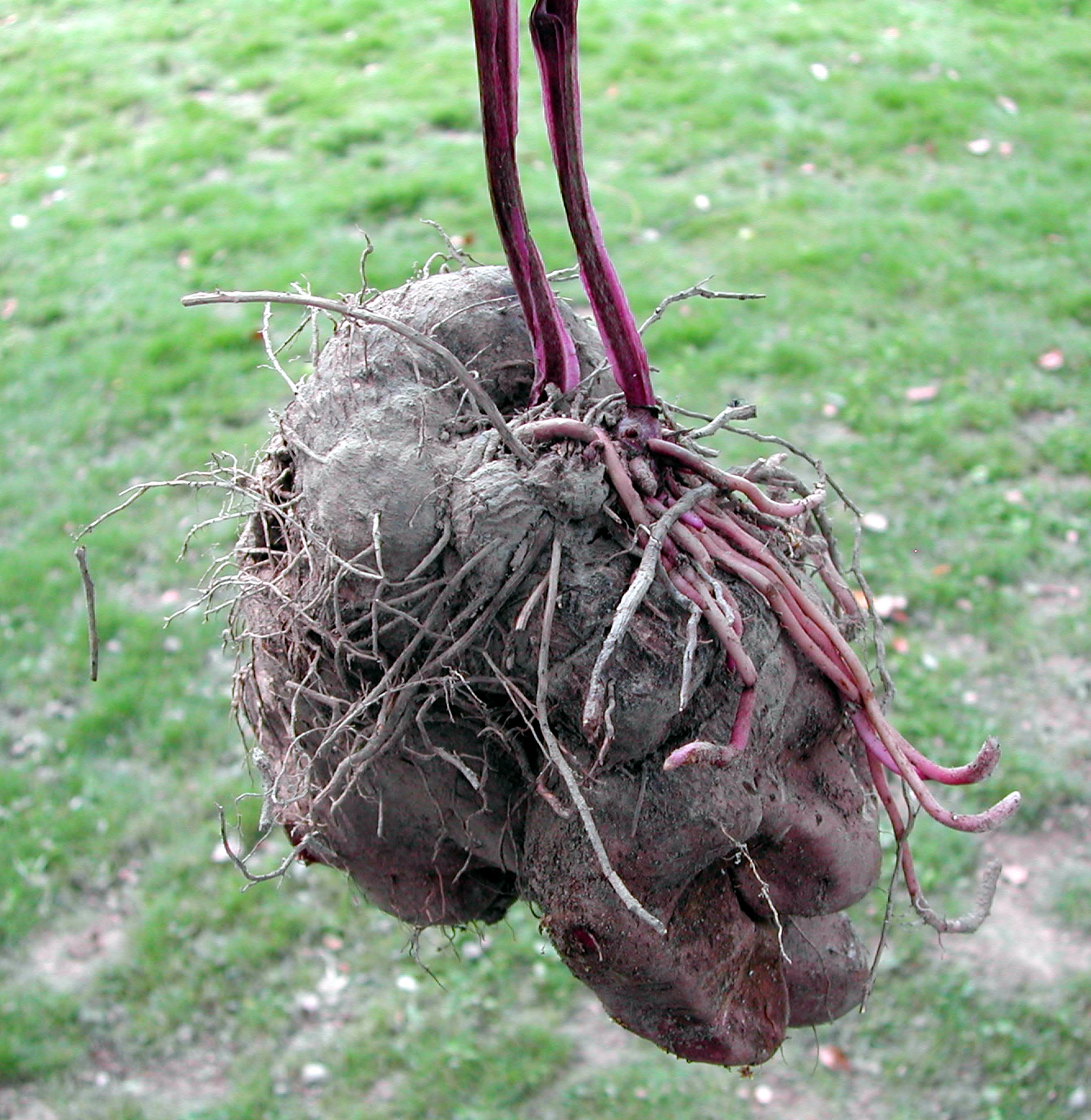
Un esempio di radice tuberiforme (Dioscorea).

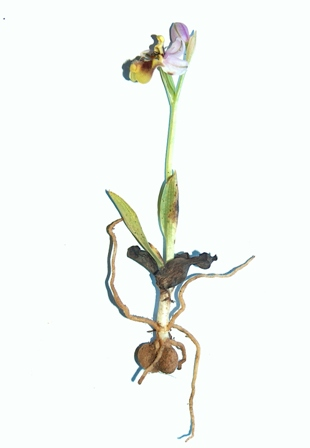
Preparato botanico di Ophrys tenthredinifera che evidenzia l'apparato radicale costituito da due rizotuberi.

Le radici tuberiformi (anche dette radici tuberizzate o radici succulente o rizotuberi o bulbotuberi) sono particolari radici laterali modificate  dalla forma ingrossata che fungono da organo di riserva in quanto raccolgono al loro interno acqua e altre sostanze utili al sostentamento della pianta. Svolgono dunque funzioni analoghe a quelle dei bulbi e dei tuberi (con i quali sono anche morfologicamente simili), ma a differenza di questi se separate dal fusto non possono dare vita ad una nuova pianta in quanto privi della possibilità di emettere polloni (capacità pollonifera).

## Esempi
Alcuni esempi di piante dotate di radici tuberiformi sono:
- Ranunculus ficaria (ranuncolo favagello)
- Convallaria majalis (mughetto)
- Ipomoea batatas (patata dolce)
- Manihot esculenta (manioca)
- Dahlia
- Dioscorea
- Paeonia
- alcuni generi di orchidee geofite (quali Orchis, Ophrys e Dactylorhiza).